# Broxa-cum-Troutsdale
Broxa-cum-Troutsdale est une paroisse civile du Yorkshire du Nord, en Angleterre.